# كيفن جي. شرايبر
كيفن جي. شرايبر هو سياسي أمريكي، ولد في 9 مارس 1980 في فيلادلفيا في الولايات المتحدة. نشط حزبياً في الحزب الديمقراطي. وقد انتخب عضو مجلس نواب بنسيلفانيا ‏.

## وصلات خارجية
- الموقع الرسمي